# National Library of New Zealand

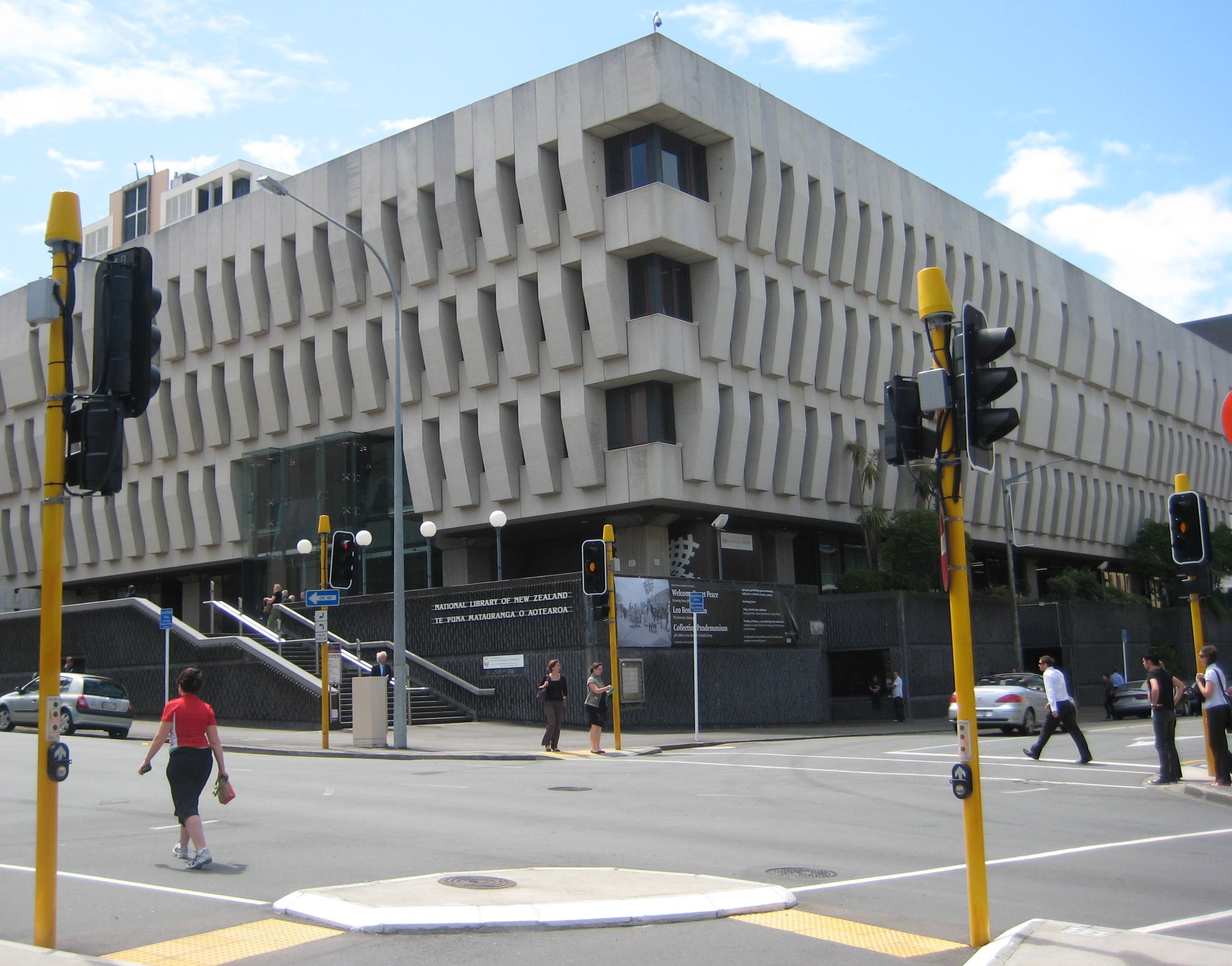
Die National Library of New Zealand in Wellington

Die National Library of New Zealand (maori: Te Puna Mātauranga o Aotearoa) ist die Nationalbibliothek Neuseelands. Sie enthält ein Pflichtexemplar aller in Neuseeland erschienenen Bücher. Die Bibliothek ist eine Einrichtung des Öffentlichen Dienstes und durch das Neuseeländische Nationalbibliotheksgesetz aus dem Jahr 2003 (National Library of New Zealand Act 2003) dazu verpflichtet „das kulturelle und ökonomische Leben Neuseelands sowie dessen Austausch mit anderen Nationen zu bereichern“.
Das Nationalbibliotheksgesetz schreibt weiterhin Folgendes vor:
- Das Sammeln, Aufbewahren und die Bewahrung von Dokumenten, insbesondere solcher die mit Neuseeland in Beziehung stehen, sowie die Erschließung für das gesamte neuseeländische Volk in einer Weise, die übereinstimmt mit ihrem Status als dokumentarisches Erbe und dem taonga.
- Die Arbeit anderer Bibliotheken in Neuseeland zu ergänzen und voranzubringen.
- Mit anderen Institutionen, die einen ähnlichen Zweck haben, zusammenzuarbeiten einschließlich deren die einen Teil der internationalen Bibliotheksgemeinschaft bilden.

Es gilt als einzigartig, dass die neuseeländische Nationalbibliothek, anders als andere Nationalbibliotheken, mittels eines aufwendigen Schulprogramms, das landesweit 15 Kundenzentren und drei Lehrplaninformationsniederlassungen umfasst, Verbindungen zu Grund- und weiterführenden Schulen hat. Die Abteilung für Pflichtexemplare ist außerdem die ISBN- und ISSN-Agentur Neuseelands.
Die Bibliothekszentrale grenzt an das Parlamentsgebäude an und liegt damit gegenüber dem Obersten Gerichtshof in der Molesworth Street in Wellington.

## Alexander Turnbull Library

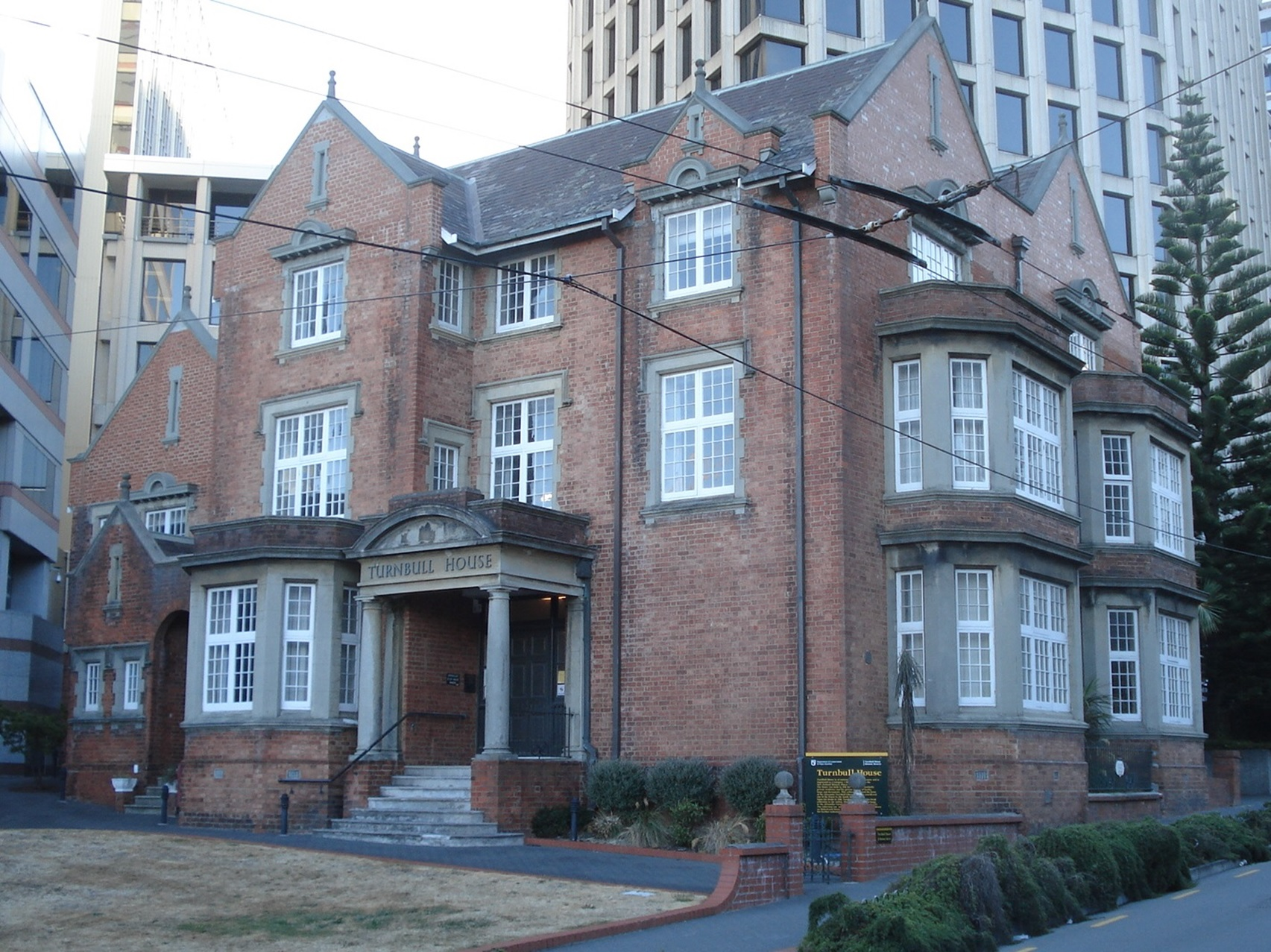
Das Turnbull House in Wellington

Die Alexander Turnbull Library bildet einen Teil der Nationalbibliothek und befindet sich in der Wellingtoner Niederlassung. Sie ist nach Alexander Horsburgh Turnbull benannt, dessen Nachlass aus dem Jahr 1918 den ursprünglichen Teil der Sammlung bildet. Im Jahr 1919 übernahm Johannes Carl Andersen als Bibliothekar die Leitung der Bibliothek und führte sie neben einiger Erweiterungen zur neuseelandweiten Bekanntheit. Andersen leitete die Bibliothek bis 1937.
Die Bibliothek umfasst die Sammlung wissenschaftlicher Dokumente Neuseelands. Ihr Kern besteht aus einem bedeutsamen Bestand an Werken über John Milton sowie über den pazifischen Raum.
Das Nationalbibliotheksgesetz schreibt mit Blick auf die Alexander-Turnbull-Bibliothek weiterhin Folgendes vor:
- Aufbewahrung, Bewahrung, Erarbeitung und Erschließung der Bibliothekssammlung für das gesamte neuseeländische Volk für die Ewigkeit und in einer Weise, die übereinstimmt mit ihrem Status als dokumentarisches Erbe und dem taonga.
- Erarbeitung einer wissenschaftlichen Sammlung und der Dienste der Alexander Turnbull Library, insbesondere auf den wissenschaftlichen Gebieten Neuseelands und des pazifischen Raums sowie seltener Bücher.
- Erarbeitung und Unterhaltung einer Sammlung von Dokumenten, die mit Neuseeland und dem neuseeländischen Volk in Beziehung stehen.

Da sich die Bibliothek selbst mittlerweile in der Nationalbibliothek befindet, untersteht ihr eigentlicher Sitz, das Turnbull House in der Bowen Street, dem Department of Conservation.